# Hugo Manuel Salaberry
Hugo Manuel Salaberry Goyeneche (San Andrés de Giles, 7 de marzo de 1952) es el actual obispo de la diócesis de Azul.

## Trayectoria
Se recibió de Maestro Normal Nacional y Licenciado en Filosofía en la Facultad de Filosofía y Teología de San Miguel.
Fue ordenado Sacerdote en la Compañía de Jesús el 3 de diciembre de 1985 por el obispo de San Miguel,  Mons. José Manuel Lorenzo, fue nombrado Obispo de Azul el 21 de agosto de 2006. Además es presidente del Consejo Superior de Educación Católica.